# Chrypka
Chrypka (łac. dysphonia, raucitas) – zaburzenie drgań fałdów głosowych krtani powodujące powstanie turbulentnego przepływu powietrza w obrębie głośni, co objawia się występowaniem szorstkiego, matowego głosu.
Do rozwoju chrypki dochodzi w przypadku:
- bezpośredniego uszkodzenia lub podrażnienia fałdów głosowych
- uszkodzenia mięśni krtani
- uszkodzenia nerwów unerwiających mięśnie krtani
- zaburzeń przepływu powietrza przez krtań[1]
- ograniczenia ruchów krtani i struktur przylegających[1].

## Przyczyny
- pierwotne choroby krtani
  - ostre
    - zapalenie krtani lub zapalenie gardła
    - zapalenie nagłośni

  - krup
  - przewlekłe
    - zawodowe nadużywanie głosu
    - narażenie na dym tytoniowy
    - rak krtani lub rak gardła
    - refluks żołądkowo-przełykowy
    - ciało obce
    - uraz spowodowany intubacją
- wtórne choroby krtani
  - powodujące osłabienie mięśni gardła i krtani
    - niedoczynność tarczycy
    - miastenia
    - przewlekłe wziewne stosowanie kortykosterydów

  - powodujące zapalenie stawu pierścienno-nalewkowego
    - reumatoidalne zapalenie stawów
    - toczeń rumieniowaty układowy
    - dna moczanowa
- chrypka wywołana uszkodzeniem nerwu krtaniowego wstecznego
- idiopatyczna (o nieznanej przyczynie)